# Hispanopithecus
Hispanopithecus je rod vyhynulých hominidů, žijících ve svrchním miocénu (asi před 9,5 - 11,5 miliony let) v oblasti Vallès Penedès v dnešním Katalánsku. Odtud je doložen poměrně velkým počtem nálezů z několika nepříliš vzdálených lokalit.
Druh Hispanopithecus laietanus byl na základě objevů na lokalitě La Tarumba navržen v roce 1944. V druhé polovině 20. století byl ale přeřazen do rodu Dryopithecus jako Dryopithecus laietanus. Od počátku 21. století začíná být Hispanopithecus opět vydělován jako samostatný rod. V současnosti obsahuje nejen původní druh Hispanopithecus laietanus, ale také druh Hispanopithecus crusafonti, navržený až v roce 1992 (původně ještě jako Dryopithecus crusafonti).

## Popis
Hispanopithecus patřil s hmotností kolem 25 kg spíše k menším hominidům.
Mezi typické znaky lebky patří dlouhá nízká mozkovna, méně vystupující nozdry a čelisti, slabé ale zřetelné nadočnicové oblouky, úzký nosní otvor nebo velká vzdálenost mezi očnicemi. Zuby usazené v lehce stavěných čelistech a opatřené slabou vrstvou skloviny, odpovídají stravě s převahou měkkého subtropického ovoce.
Stavbu těla a způsob pohybu lze rekonstruovat zejména díky nálezu poměrně dobře dochované postkraniální kostry, přezdívané Jordi, která byla popsána v roce 1996. Přední končetiny rodu Hispanopithecus byly výrazně delší než zadní nohy, stejně jako u moderních hominidů. Výrazně pohyblivé zápěstí i redukované zádové svaly v bederní oblasti ukazují také na částečně vzpřímený postoj. Dlouhé zakřivené prsty umožňovaly silný úchop. Všechny zjištěné znaky vypovídají o tom, že Hispanopithecus byl stromovým tvorem, který se ve větvích pohyboval v závěsu na předních končetinách, pomocí brachiace a pomalého šplhu. Kosti ruky však zároveň ukazují, že kromě šplhu mohl Hispanopithecus ve větší míře používat i chůzi a běh po všech čtyřech končetinách. Taková kombinace není u žijících hominidů známá.

## Druhy
- Hispanopithecus laietanus byl poprvé objeven v první polovině 20. století na lokalitě La Tarumba, ale většina ostatků dnes pochází z Can Llobateres u města Sabadell. To je dosud jedno z nejvýznamnějších nalezišť rodu Hispanopithecus.[9] Mezi další lokality patří Can Mata, Can Vila, Can Feu, Polinyà, Castel de Barbera a Sant Quirze.[1]
- Hispanopithecus crusafonti byl vyčleněn na základě objevu 16 izolovaných zubů na nalezišti Can Ponsic v oblasti Vallès-Penedès. Možná do téhož druhu patří i spodní čelist z nedaleké lokality Teuleria del Firal u městečka Seu d’Urgell (provincie Lleida), tu však mnozí autoři řadí do druhu Dryopithecus fontani.[10]